# 亨德森 (肯塔基州)
亨德森（英語：Henderson），是美国肯塔基州的一座城市。建立于1797年，面积约为45.6平方公里（17.6平方英里）。根据2010年美国人口普查，该市的人口为27,952人。